# Кнуд Дайбі
Кнуд Дайбі(Дюбю, Дюринг) (дан. і англ. Knud Dyby, 28 березня 1915, Раннерс, Данія — 8 вересня 2011, Новато, США) — офіцер данської поліції та член підпілля в час окупації Данії нацистами. Допоміг врятуванню данських евреїв від геноциду.

## Біографія
Кнуд Дюрінг-Ольсен народився 28 березня 1915 року. Кнуд Дайбі, також відомий під прізвищем Дірінг, народився в Ютландії. На момент вступу до лав Данської державної поліції у 1941 році йому було трохи більше 25 років. До цього він завершив навчання за спеціальністю «друкарське та графічне мистецтво».
Служив у данській армії і під час Датської операції німецького вторгнення в квітні 1940 року охороняв королівський палац у Копенгагені у складі Королівської гвардії Данії. За наказом короля Кристіана X зняв з даху палацу прапор зі свастикою, яка була повішена там окупантами.
Під час Другої світової війни Кнуд активно співпрацював із данським рухом Опору. Працюючи поліцейським, переважно під прикриттям прізвища Карлсен, він передавав розвідувальні дані та документи учасникам підпілля, а також брав участь у диверсійній діяльності. Особливо значущою була його участь у порятунку данських євреїв восени 1943 року.
1 жовтня колега-поліцейський, Фрей Єссен Петерсен, попросив його допомогти врятувати кількох його єврейських друзів, і він погодився, вони могли вирушити рибальськими човнами до безпечної Швеції. Того самого вечора він перевіз групу з 6–8 осіб, зокрема дітей, до рибальських хатин, де вони чекали на капітанів, готових здійснити переправу. Кнуд особисто перевіряв, щоб серед екіпажу не було колаборантів. Завдяки своїй посаді в поліції, він зміг відволікати увагу німецьких патрулів та інспекторів.
Крім того, Дайбі передавав особисті листи євреїв, яким вдалося втекти до Швеції, а також координував зв’язок між підпіллям у Данії та його представниками за кордоном. Після того як його діяльність стала відомою німецькій владі, Кнуд був оголошений у розшук. Проте він вирішив продовжити роботу в підпіллі, використовуючи ім’я Дайбі, яке після війни стало його офіційним.
До самого завершення війни у травні 1945 року Кнуд Дайбі зумів підтримувати майже щоденне сполучення між Данією та Швецією, допомагаючи руху Опору. За свою діяльність він був відзначений урядами США та Великої Британії — зокрема, за допомогу збитим союзним льотчикам та військовополоненим, яким удалося втекти.
У 1957 році Кнуд емігрував до Сполучених Штатів.
21 грудня 2004 року Меморіальний центр Яд Вашем присвоїв йому почесне звання «Праведник народів світу».